# HTC Smart
Das HTC Smart ist ein Smartphone mit Brew, hergestellt von der HTC Corporation. Es kam in Europa und Asien am 15. März 2010 in den Handel und wurde in Deutschland exklusiv durch O₂ vertrieben.
Es verfügt über einen 300-MHz-Prozessor von Qualcomm. Wie viele andere damalige Geräte von HTC ist auch das Smart mit der Benutzeroberfläche Sense ausgestattet.